# Bryophryne
Bryophryne – rodzaj płazów bezogonowych z podrodziny Holoadeninae w obrębie rodziny Craugastoridae.

## Rozmieszczenie geograficzne
Rodzaj obejmuje gatunki występujące na amazońskich stokach Kordyliery Wschodniej w regionie Cuzco w Peru.

## Systematyka
Rodzaj zdefiniował w 2008 roku zespół amerykańskich herpetologów (Stephen Blair Hedges, William Edward Duellman i Matthew Paul Heinicke) w artykule zatytułowanym Żaby rozwijające się bezpośrednio w Nowym Świecie (Anura: Terrarana): filogeneza molekularna, klasyfikacja, biogeografia i ochrona, opublikowanym w czasopiśmie „Zootaxa”. Gatunkiem typowym jest (oryginalne oznaczenie) B. cophites.

### Etymologia
Bryophryne: gr. βρυον bruon ‘mech’; φρυνη phrunē, φρυνης phrunēs ‘ropucha’.

### Podział systematyczny
Do rodzaju należą następujące gatunki:
- Bryophryne abramalagae Lehr & Catenazzi, 2010
- Bryophryne bakersfield Chaparro, Padial, Gutiérrez & De la Riva, 2015
- Bryophryne bustamantei (Chaparro, De la Riva, Padial, Ochoa & Lehr, 2007)
- Bryophryne cophites (Lynch, 1975)
- Bryophryne hanssaueri Lehr & Catenazzi, 2009
- Bryophryne nubilosus Lehr & Catenazzi, 2008
- Bryophryne phuyuhampatu Catenazzi, Ttito, Diaz & Shepack, 2017
- Bryophryne quellokunka De la Riva, Chaparro, Castroviejo-Fisher & Padial, 2017
- Bryophryne tocra De la Riva, Chaparro, Castroviejo-Fisher & Padial, 2017
- Bryophryne wilakunka De la Riva, Chaparro, Castroviejo-Fisher & Padial, 2017
- Bryophryne zonalis Lehr & Catenazzi, 2009